# Партия родины
Партия родины (тур. Vatan Partisi) — националистическая политическая партия Турции. Основана 15 февраля 2015 года. Её председатель — Догу Перинчек.
Партия определяет себя как «авангардную» и заявляет своей целью объединение социалистов, революционеров, турецких националистов и кемалистов.
Предшественником партии является основанная в 1992 году Рабочая партия. В 2015 году, после внеочередного конгресса, Рабочая партия изменила свое название на «Партия родины» Среди основателей партии были бывшие военные генералы, которые были осуждены в ходе судебных процессов по делу «Эргенекона» и операции «Кувалда», хотя в обоих случаях были оправданы с тех пор.
Придерживается антиамериканской, пророссийской и прокитайской ориентации, призывает к укреплению отношений с такими странами, как Иран и КНДР. Осуждая то турецкое вмешательство в Сирии, которое направлено против режима Асада, она вместе с тем поддерживает военную операцию турецкого правительства против курдского социалистического проекта в Рожаве.
В июне 2020 года выступила с Черноморско-средиземноморским планом дружбы и мира. Партия предлагает признать Крым частью России, добиться дипломатического признания Абхазии и поддерживает территориальную целостность Азербайджана. Также в плане изложена идея вывода баз США и НАТО из Турции и окружающих ее регионов.
26 апреля 2021 года снова выступила с призывом к правительству Турции признать Крым российским, а также закрыть военные базы США на территории страны.
В отличие от официальных турецких властей 2022 году глава партии Догу Перинчек приветствовал идею вторжения России на Украину.
28 сентября партия организовала в Анталье уличную акцию против отказа турецких банков от использования российской платежной системы «Мир».